# دردرة (الشرية)

تعديل مصدري - تعديل

دردرة هي إحدى قرى عزلة آل غنيم بمديرية الشرية التابعة لمحافظة البيضاء، بلغ تعداد سكانها 138 نسمة حسب تعداد اليمن لعام 2004.